# アレクサンドル・リャザンツェフ
アレクサンドル・アレクサンドロヴィッチ・リャザンツェフ（ロシア語: Aleksandr Aleksandrovich Ryazantsev, 1986年9月5日 - ）は、ロシア出身の元サッカー選手。現役時代のポジションはMF。

## 経歴

### クラブ
2009年10月20日にカンプ・ノウで行われたUEFAチャンピオンズリーググループリーグ第3節で前半2分にFCバルセロナ側ゴール40メートル手前の位置からミドルシュートを決め、大金星の立役者となった。2010年シーズン前半は怪我で1試合も出られなかったが、夏頃に復帰し、出場した試合はすべて及第点の働きを見せた。
2014年1月17日、FCゼニト・サンクトペテルブルクに移籍。

### 代表
2010年11月のベルギー戦でA代表初招集を受けるも、怪我で辞退した。
2011年6月7日、カメルーン代表との親善試合でA代表デビュー。試合にはユーリ・ジルコフと交代する後半10分まで出場した。

## 所属クラブ
- トルペド-メタルルグ・モスクワ 2003
- FCモスクワ 2004-2005
- FCルビン・カザン 2006-2013
- FCゼニト・サンクトペテルブルク 2014-2018

→  FCウラル・スヴェルドロフスク・オブラスト 2016 （期限付き移籍）
→  FCアムカル・ペルミ 2017-2018 （期限付き移籍）
- FCヒムキ 2018-2019
- FCトルペド・モスクワ 2019-2023